# Генріх Персі, 6-й граф Нортумберленд
Генріх Персі (англ. Henry Percy; бл. 1502–29 червня 1537) — середньовічний державний та військовий діяч королівства Англія.

## Життєпис
Походив зі старовинного англійського аристократичного роду. Старший син Генрі Персі, 5-го графа Нортумберленда, та Катерини Спенсер. Народився близько 1502 року. Дитиною був відправлений служити пажом у хаусхолді (домогосподарстві) кардинала Томаса Волсі. У 1519 році він був посвячений в лицарі.
У липні 1522 року Генрі став членом Ради Півночі, а у жовтні того ж року був призначений заступником хранителя Східних Шотландських марок. Діяв спільно з бароном Томасом Дакром, верховним шерифом Нортумберленду і Камберленду.
Навесні 1523 року заручився з Анною Болейн. Про через втручання Вулсі та батька Генрі заручити було розірвано. Наприкінці 1524 року за наказом останнього оженився на доньці Джорджа Талбота, графа Шрусбері. Шлюб був невдалим, а до 1528 року відносини між подружжям гедь зіпсувалися. Це призвело до конфлікту графів Нортумберленду і Шрусбері.
Ще 1527 року після смерті батька спадкував його титул та більшу частину маєтностей. Того ж року отримав баронію Голдернес. 2 грудня призначається хранителем (очільником) Східних та Західних Шотландських марок. Розпочав активну боротьбу з місцевими розбійниками, базами яких були імунітети (землі вільні від державних чиновників) Тайндейл і Ріддесдейл, що розташовувалися в прикордонні. Їх очолив вільям лайл, що об'єднав 4 клани. Завдяки рішучим діям Персі протягом січня 1528 року імунітети визнали покірність королю Англії, Лайла було схоплено, його найзавзятіших прихильників страчено. Невдовзі граф захворів й отримав дозвіл перебратися до Лондону.
1530 року за наказом короля арештував Томаса Волсі. У липні був серед підписантів до Папського престолу з проханням прискорити розлучення короля Генріха VIII. 1531 року став кавалером Ордену Підв'язки, 11 травня був призначений Верховним шерифом Нортумберленда пожиттєво, 26 квітня увійшов до Таємної ради. 1532 року його дружина стала вимагати розлучення, яке так й не відбулося.
1535 року оголосив своїм тимчасовим спадкоємцем короля, щоб той згодом передав їх небожеві Генрі. У травні 1536 року став одним з членів суду над королевою Анною Болейн, яку було засуджено до страти. На той час граф Нортумберленд був вже тяжко хворий. Того ж року був призначений лордом-президентом Ради Півночі та віцегерентом Ордену Підв'язки. Не підтримав повстання «Благодатного паломництва», яке очолив його брат Томас. Помер у червні 1537 року.